# NGC 3578
NGC 3578 је двојна звезда у сазвежђу Пехар која се налази на NGC листи објеката дубоког неба.
Деклинација објекта је - 15° 56' 43" а ректасцензија 11h 12m 49,9s. Привидна величина (магнитуда) објекта NGC 3578 износи 13,8.